# Ân Tín
Ân Tín là một xã thuộc huyện Hoài Ân, tỉnh Bình Định, Việt Nam.
Xã Ân Tín có diện tích 32,21 km², dân số năm 1999 là 9356 người, mật độ dân số đạt 290 người/km².

## Hành chính
Xã Ân Tín được chia thành 5 thôn: Năng An, Thanh Lương, Vạn Hội 1, Vạn Hội 2, Vĩnh Đức.